# Нова Англія (підводні гори)
37°24′ пн. ш. 60°0′ зх. д. / 37.400° пн. ш. 60.000° зх. д.
Нова Англія або Підводні гори Нова Англія (англ. New England Seamounts) — це гірський ланцюг із понад двадцяти підводних згаслих вулканічних гір, відомих як підводні гори.

## Географія

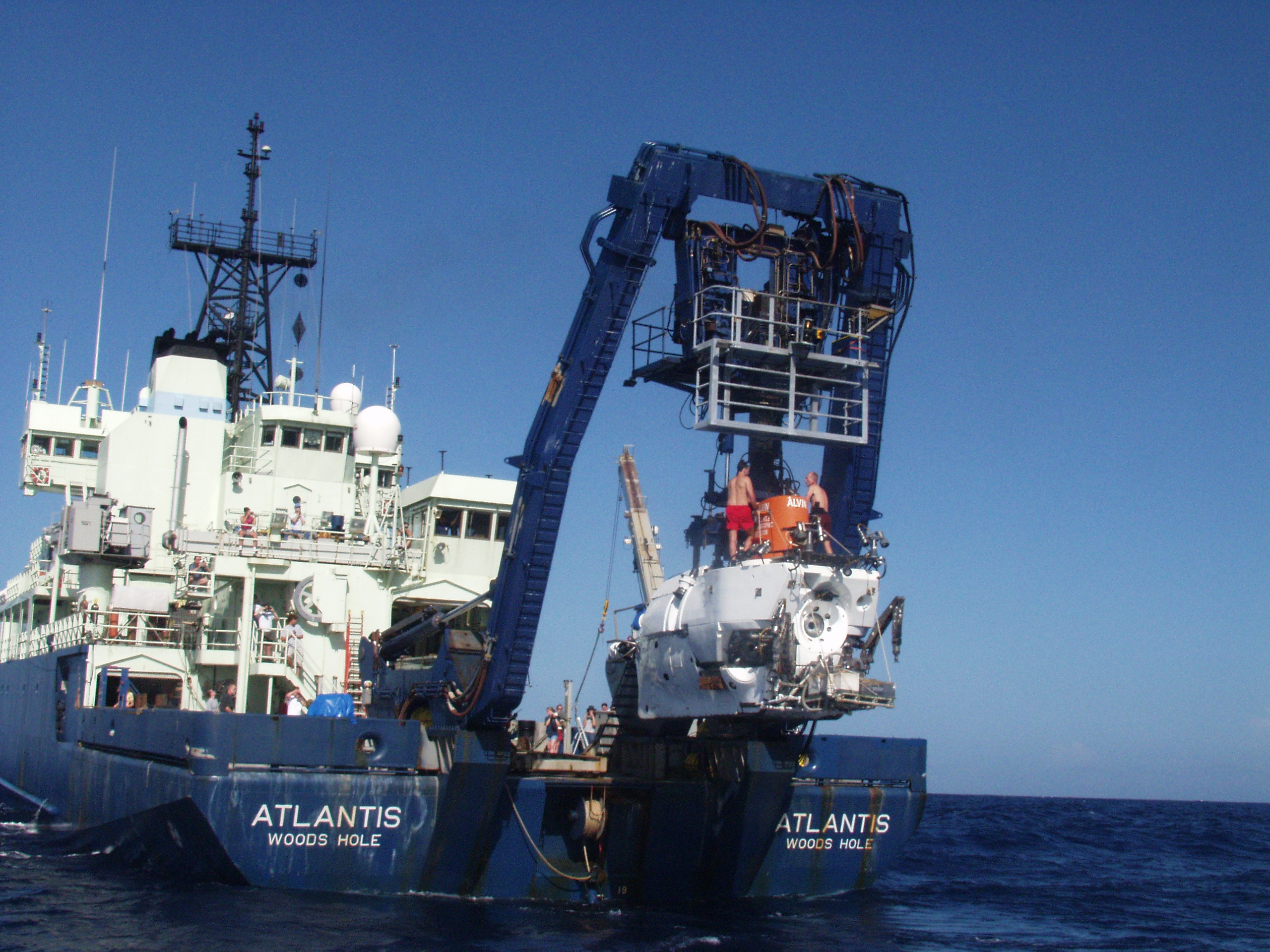
Експедиція «Гори в морі» 2004. «DSV Алвін» перед зануренням на підводну гору Меннінґ.

Цей гірський ланцюг розташований біля узбережжя штату Массачусетс (США) в Атлантичному океані і простяглася на понад 1000 км від краю банки Георга на схід — південний схід. Багато з вершин цих гір піднімаються на висоту понад 4000 м від морського дна. Ланцюг підводних гір Нової Англії є найдовшим подібним ланцюгом у Північній Атлантиці і є притулком для різноманітної глибоководної фауни. Вчені неодноразово відвідували цей ланцюг, щоб досліджувати геологічний склад і біоту регіону. Ланцюг є частиною гарячої точки Великого Метеора (Гаряча точка Нової Англії або Монтерегійська гаряча точка) і був утворений рухом Північноамериканської плити над гарячою точкою Нової Англії. Найстаріші вулкани, які були утворенні цією «гарячою точкою», розташовані на північний захід від Гудзонової затоки, Канади. Частина ланцюга підводних гір охороняється як Національна пам'ятка США «Північно-східні каньйони та морські підводні гори».
Для позначення цього хребта підводних гір використовувалися різноманітні назви, включаючи: Підводні гори Кельвіна, Група підводних гір Кельвіна, Кельвін-Бенкс, Ланцюг морських гір Нової Англії та Дуга підводних гір Бермуд-Нова Англія (включаючи Бермудський п’єдестал, який містить архіпелаг Бермудські острови, Аргус і Челленджер-Бенкс, а також підводну гору Бовдітч та інші підводні гори, що розташовані приблизно між Бермудськими островами та підводною горою Нешвілл).

## Формування

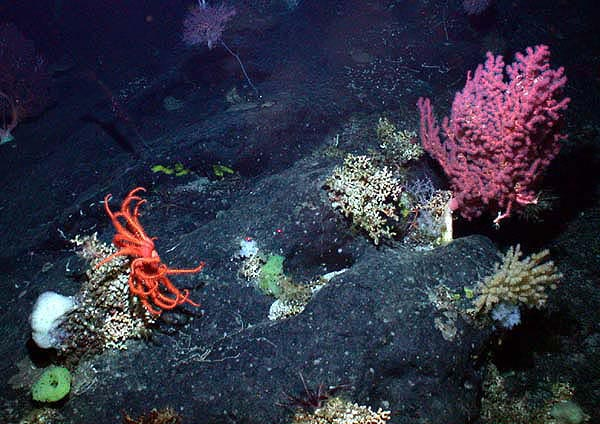
Фауна Нової Англії: м'який корал горгонії, бризінгіди, морської зірки, губки

Гаряча точка Нової Англії, також відома як гаряча точка Великого метеора, утворила Білі гори від 100 до 124 мільйонів років тому, коли північноамериканський континент був безпосередньо над цією зоною. У міру того, як континент дрейфував на захід, гаряча точка поступово відсувалася від берега. На південно-східному напрямку гаряча точка утворила підводний вулкан Ведмежий, найстарішу підводну гору в ланцюзі, близько 100—103 мільйонів років тому. Протягом мільйонів років, продовжуючи рухатись на схід — південний схід, гаряча точка продовжувала створювати інші підводні вулкани в ланцюзі, кульмінацією процесу стало створення близько 83 мільйонів років тому підводного вулкану Нешвілл. Оскільки Атлантичний океан продовжував розширюватися, гаряча точка зрештою «помандрувала» далі на схід, утворивши підводну гору Великий Метеор на південь від Азорських островів, де вона розташована і сьогодні. Вершини підводних гір Нової Англії колись були на рівні моря ато й вище. Проте минав час, і ланцюг віддалявся від гарячої точки Нової Англії, кора охолоджувалася й стискалася, а ланцюг занурювався в океан. Усі вершини зараз знаходяться на кілометр або більше, нижче рівня океану.

## Біота
Ланцюг підводних гір забезпечує унікальне середовище проживання для глибоководних морських істот. На скелястих відслоненнях ростуть коралові утворення, що нагадують підводні ліси, які дають притулок безхребетним і рибам. Через значні фінансові та матеріальні витрати й труднощі вивчення глибин океану було мало відомо про істот, які населяли підводні гори Нової Англії. Насправді, до недавніх експедицій у всьому ланцюжку був лише один відомий вид коралів. З 2000 року морські біологи під час різноманітних пошукових досліджень виловили та класифікували понад 203 види риб і 214 видів безхребетних на підводній горі Ведмежа. Цей діапазон різноманітності свідчить про те, що інші підводні гори можуть містити більше невідомих макроорганізмів. Під час одного дослідження був ідентифікований вид синафобранхового вугра, який, як вважали раніше, зустрічається лише поблизу Австралії. Корали, голкошкірі та ракоподібні складають значну частину істот, що живуть на цій підводній горі. Ці організми функціонують як види-індикатори, виявляючи потенційні проблеми в екосистемі.

## Підводні гори

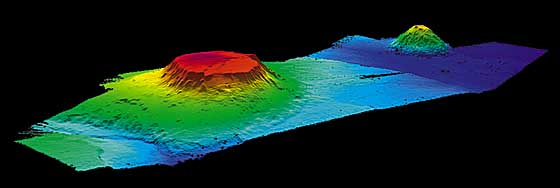
Тривимірне зображення підводної гори Ведмежий з горою Фізалія (на задньому плані).

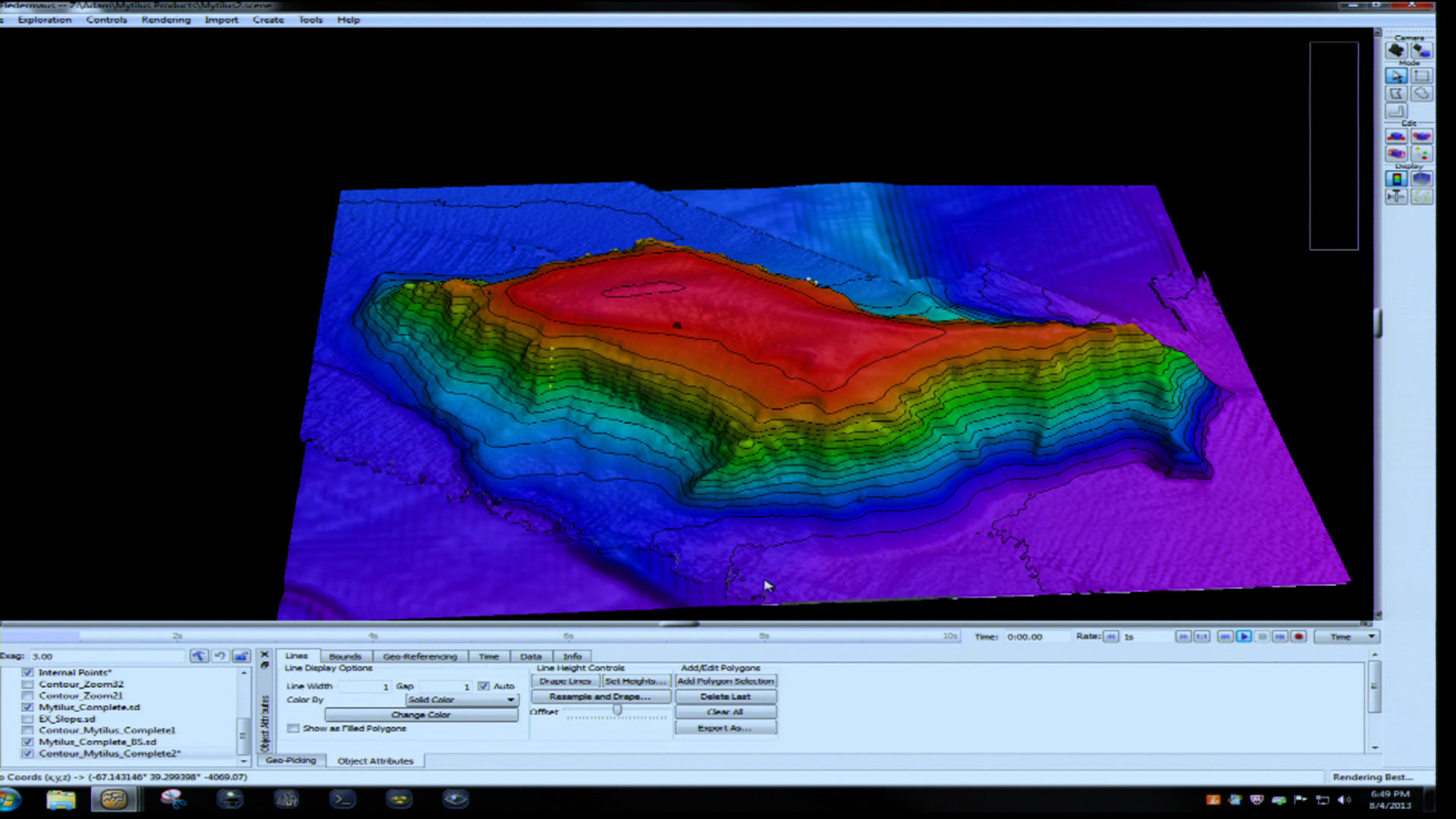
Тривимірне зображення підводної гори Митілус.

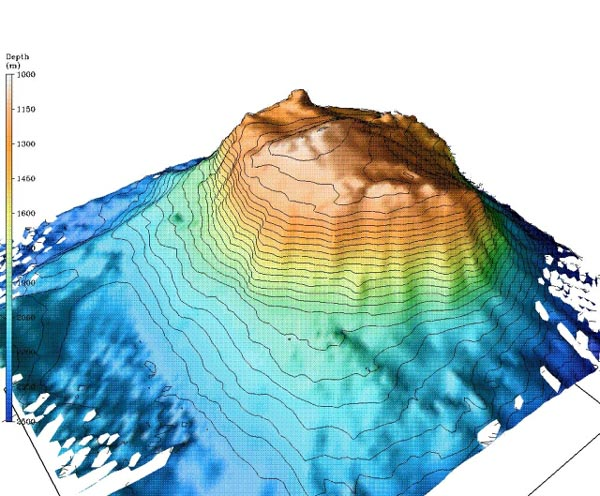
Багатопроменеве батиметричне зображення підводної гори Ведмежий.

Підводні гори Нової Англії включають:
| № за/п. | Назва вершини    | Висота вершини, м | Приблизна висота над дном моря, м | Розташування, координати                                                    |
| ------- | ---------------- | ----------------- | --------------------------------- | --------------------------------------------------------------------------- |
| 1       | Ведмежий         | -1102             | 2000                              | 39°55′0″ пн. ш. 67°24′0″ зх. д. / 39.91667° пн. ш. 67.40000° зх. д.         |
| 2       | Фізалія          | -1848             |                                   | 39°48′18.3″ пн. ш. 66°52′45.6″ зх. д. / 39.805083° пн. ш. 66.879333° зх. д. |
| 3       | Митілус          | -2269             |                                   | 39°21′37.2″ пн. ш. 67°8′48.2″ зх. д. / 39.360333° пн. ш. 67.146722° зх. д.  |
| 4       | Ретрівер         | -1819             |                                   | 39°47′37.6″ пн. ш. 66°14′41.3″ зх. д. / 39.793778° пн. ш. 66.244806° зх. д. |
| 5       | Пікет            |                   |                                   | 39°38′9.9″ пн. ш. 65°58′52.8″ зх. д. / 39.636083° пн. ш. 65.981333° зх. д.  |
| 6       | Буелл            |                   |                                   | 39°3′46.6″ пн. ш. 66°24′0.3″ зх. д. / 39.062944° пн. ш. 66.400083° зх. д.   |
| 7       | Баланус          | -1469             |                                   | 39°22′58.8″ пн. ш. 65°22′47.3″ зх. д. / 39.383000° пн. ш. 65.379806° зх. д. |
| 8       | Астеріас         |                   |                                   | 38°53′56″ пн. ш. 65°17′59.8″ зх. д. / 38.89889° пн. ш. 65.299944° зх. д.    |
| 9       | Ківі             |                   |                                   | 39°19′0″ пн. ш. 64°36′0″ зх. д. / 39.31667° пн. ш. 64.60000° зх. д.         |
| 10      | Кельвін (гайот)  | -1599             | 3425                              | 39°19′6.5″ пн. ш. 64°31′21.1″ зх. д. / 39.318472° пн. ш. 64.522528° зх. д.  |
| 11      | Панулірус        |                   |                                   | 38°28′1.6″ пн. ш. 64°47′11.6″ зх. д. / 38.467111° пн. ш. 64.786556° зх. д.  |
| 12      | Атлантіс II      | -1645             | 3256                              | 38°24′27.1″ пн. ш. 62°50′50.2″ зх. д. / 38.407528° пн. ш. 62.847278° зх. д. |
| 13      | Госнольд (гайот) | -1409             |                                   | 38°6′55.2″ пн. ш. 62°15′54.9″ зх. д. / 38.115333° пн. ш. 62.265250° зх. д.  |
| 14      | Шелдрейк         |                   |                                   | 38°26′29.5″ пн. ш. 62°5′9″ зх. д. / 38.441528° пн. ш. 62.08583° зх. д.      |
| 15      | Ґрегг (гайот)    | -893              |                                   | 39°0′36″ пн. ш. 61°2′24″ зх. д. / 39.01000° пн. ш. 61.04000° зх. д.         |
| 16      | Сан-Пабло        | -1093             |                                   | 38°56′23.3″ пн. ш. 60°27′25.8″ зх. д. / 38.939806° пн. ш. 60.457167° зх. д. |
| 17      | Меннінґ          | -1504             | 3519                              | 38°9′54.5″ пн. ш. 60°40′0″ зх. д. / 38.165139° пн. ш. 60.66667° зх. д.      |
| 18      | Фогель (гайот)   |                   |                                   | 37°13′41.1″ пн. ш. 60°14′48.2″ зх. д. / 37.228083° пн. ш. 60.246722° зх. д. |
| 19      | Регобот (гайот)  | -1217             |                                   | 37°32′5.3″ пн. ш. 59°55′59.3″ зх. д. / 37.534806° пн. ш. 59.933139° зх. д.  |
| 20      | Аллегейн         |                   |                                   | 36°52′7.6″ пн. ш. 58°44′16.4″ зх. д. / 36.868778° пн. ш. 58.737889° зх. д.  |
| 21      | Майкл            |                   |                                   | 36°21′56.6″ пн. ш. 58°21′2.2″ зх. д. / 36.365722° пн. ш. 58.350611° зх. д.  |
| 22      | Годжсон          |                   |                                   | 35°34′56.8″ пн. ш. 58°40′0″ зх. д. / 35.582444° пн. ш. 58.66667° зх. д.     |
| 23      | Гілліс           |                   |                                   | 35°40′0″ пн. ш. 58°35′0″ зх. д. / 35.66667° пн. ш. 58.58333° зх. д.         |
| 24      | Герда            |                   |                                   | 36°14′13.8″ пн. ш. 57°29′56.1″ зх. д. / 36.237167° пн. ш. 57.498917° зх. д. |
| 25      | Нешвілл          | -1975             | 3300                              | 34°59′59.7″ пн. ш. 57°21′3.7″ зх. д. / 34.999917° пн. ш. 57.351028° зх. д.  |

## Нотатки
1. ↑   Вершини перераховано в порядку розташування з північного заходу на південний схід.
2. 1 2 3 4  Чотири вершини: Ведмежий, Фізалія, Митілус та Ретрівер відносяться до Національної пам'ятки США «Північно-східні каньйони та морські підводні гори».